# Chiesa di San Michele di Soriguerola

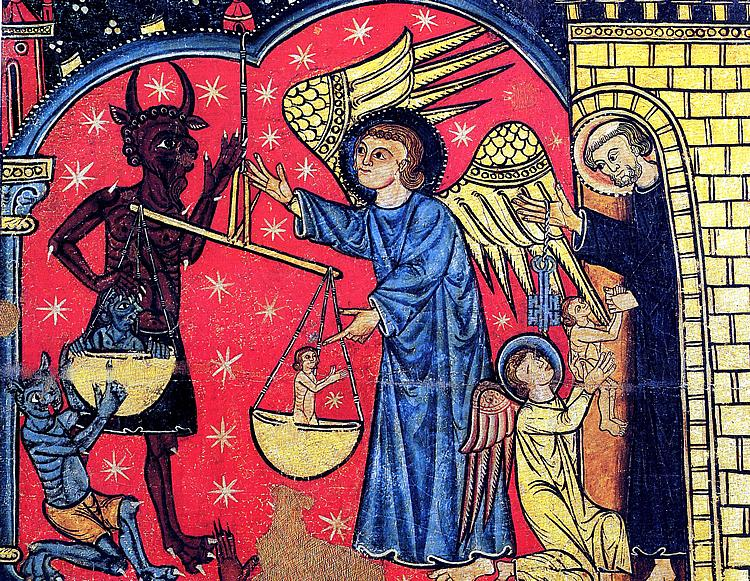
Dettaglio del paliotto della chiesa di San Michele di Soriguerola.

La chiesa di San Michele di Soriguerola è situata nel villaggio di Soriguerola, appartenente al municipio di Fontanals de Cerdanya nella comarca della Bassa Cerdaña.
Si trova documentata nel testamento del conte Goffredo II di Cerdanya, dell'anno 1035, nel quale lascia in allodio Soriguerola e la sua chiesa a sua moglie. Questa chiesa venne saccheggiata dalle truppe catare nel 1198.

## Edificio
Si tratta di una chiesetta, corta e bassa, a navata unica rettangolare con l'abside semicircolare con volta conica mentre quella della navata è a due falde spioventi.
All'esterno, il frontespizio, posto nella parte meridionale, è costruito con filari di opus spicatum ed è dove si trova una piccola cella campanaria decentrata. Nell'abside è visibile, al centro, una finestra a feritoia.

## Dipinto

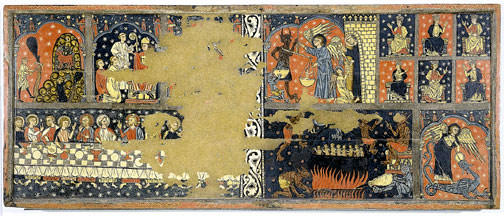
Tavola di San Michele

Proveniente da questa chiesa, ed esposta nel Museo nazionale d'arte della Catalogna, a Barcellona, è una Tavola di san Michele, una pala d'altare dipinta su legno, rappresentante la psicostasia con san Michele e il demone che pesa le anime; nella parte bassa è dipinta la scena dell'Ultima Cena e la lotta di san Michele con il drago. Il dipinto è attribuito al cosiddetto Maestro di Soriguerola.
Un'immagine romanica, del XII secolo, di una Vergine con Bambino, è scomparsa durante la guerra civile spagnola nel 1936.